# Александар Лазов
Александар Лазов (нар. 9 липня 1990) — колишній болгарський тенісист.
Найвищу одиночну позицію світового рейтингу — 324 місце досяг 29 червня 2015, парну — 314 місце — 23 жовтня 2017 року.
Завершив кар'єру 2019 року.

## Рейтинг на кінець року
| Рік              | 2007 | 2008 | 2009 | 2010 | 2011 | 2012 | 2013 | 2014 | 2015 | 2016 | 2017 | 2018 | 2019 | 2020 | 2021 |
| Одиночний розряд | 1479 | 1120 | 1180 | 1361 | 1246 | 506  | 601  | 367  | 442  | 426  | 399  | 483  | 1664 | 1723 | 1738 |
| Парний розряд    | -    | -    | 1530 | 678  | 958  | 938  | 630  | 609  | 392  | 470  | 358  | -    | -    | -    | -    |

## Фінали челленджерів і ф'ючерсів

### Одиночний розряд: 23 (10–13)
| Легенда (одиночний розряд) |
| -------------------------- |
| Тур ATP Челленджер (0–0)   |
| ITF Ф'ючерс (10–13)        |

| Титули за покриттям |
| ------------------- |
| Тверде (4–6)        |
| Ґрунт (6–7)         |
| Трава (0–0)         |
| Килим (0–0)         |

| Результат | В-П   | Дата     | Турнір                       | Рівень  | Покриття | Суперник            | Рахунок              |
| --------- | ----- | -------- | ---------------------------- | ------- | -------- | ------------------- | -------------------- |
| Поразка   | 0–1   | Лип 2012 | Туреччина F28, Ізмір         | Ф'ючерс | Ґрунт    | Жульєн Демуа        | 3–6, 7–6(17–15), 4–6 |
| Перемога  | 1–1   | Лип 2012 | Туреччина F29, Ізмір         | Ф'ючерс | Ґрунт    | Едоардо Еремін      | 1–6, 7–5, 7–6(7–5)   |
| Поразка   | 1–2   | Гру 2013 | Кіпр F3, Ларнака             | Ф'ючерс | Тверде   | Ерік Крепальді      | 3–6, 3–6             |
| Перемога  | 2–2   | Кві 2014 | Казахстан F4, Шимкент        | Ф'ючерс | Ґрунт    | Дмитро Баданов      | 6–3, 6–7(2–7), 6–2   |
| Поразка   | 2–3   | Чер 2014 | Болгарія F3, Стара Загора    | Ф'ючерс | Ґрунт    | Матіас Бург         | 4–6, 3–6             |
| Перемога  | 3–3   | Сер 2014 | Швейцарія F3, Женева         | Ф'ючерс | Ґрунт    | Міхал Шмід          | 6–0, 6–1             |
| Перемога  | 4–3   | Сер 2014 | Нідерланди F5, Олдензал      | Ф'ючерс | Ґрунт    | Нілс Лотсма         | 5–7, 7–6(9–7), 6–4   |
| Поразка   | 4–4   | Лис 2014 | Кіпр F1, Нікосія             | Ф'ючерс | Тверде   | Адріан Сікора       | 6–7(6–8), 1–6        |
| Поразка   | 4–5   | Бер 2015 | Туніс F10, Порт-ель-Кантауї  | Ф'ючерс | Тверде   | Томас Фаббіано      | 6–7(2–7), 6–4, 1–6   |
| Поразка   | 4–6   | Бер 2015 | Туніс F11, Порт-ель-Кантауї  | Ф'ючерс | Тверде   | Томас Фаббіано      | 3–6, 1–6             |
| Перемога  | 5–6   | Тра 2015 | Румунія F1, Галац            | Ф'ючерс | Ґрунт    | Дмитро Попко        | 4–6, 7–5, 6–4        |
| Поразка   | 5–7   | Чер 2015 | Болгарія F1, Стара Загора    | Ф'ючерс | Ґрунт    | Оріоль Рока Баталья | 6–3, 4–6, 2–6        |
| Поразка   | 5–8   | Тра 2016 | Румунія F1, Галац            | Ф'ючерс | Ґрунт    | Мартін Куевас       | 4–6, 3–6             |
| Поразка   | 5–9   | Тра 2016 | Болгарія F1, Созополь        | Ф'ючерс | Тверде   | Давід Перес Санс    | 2–6, 3–6             |
| Поразка   | 5–10  | Сер 2016 | Німеччина F12, Юберлінген    | Ф'ючерс | Ґрунт    | Оскар Отте          | 7–6(7–4), 2–6, 4–6   |
| Перемога  | 6–10  | Лис 2016 | Туреччина F47, Анталія       | Ф'ючерс | Тверде   | Аделькі Вірджилі    | 6–0, 6–4             |
| Перемога  | 7–10  | Гру 2016 | Туреччина F49, Анталія       | Ф'ючерс | Тверде   | Борна Гойо          | 7–6(8–6), 7–5        |
| Перемога  | 8–10  | Січ 2017 | Туреччина F2, Анталія        | Ф'ючерс | Тверде   | Таллон Ґрікспор     | 6–4, 2–6, 7–6(7–5)   |
| Поразка   | 8–11  | Лют 2017 | Туреччина F7, Анталія        | Ф'ючерс | Тверде   | Алтуг Челікбілек    | 6–4, 6–7(5–7), 4–6   |
| Поразка   | 8–12  | Сер 2017 | Швейцарія F3, Колонж-Бельрів | Ф'ючерс | Ґрунт    | Філіп Горанський    | 2–6, 0–6             |
| Поразка   | 8–13  | Лис 2017 | Туреччина F44, Анталія       | Ф'ючерс | Ґрунт    | Павел Неєдлий       | 6–3, 2–6, 4–6        |
| Перемога  | 9–13  | Лют 2018 | Туреччина F6, Анталія        | Ф'ючерс | Тверде   | Аттіла Балаж        | 7–6(7–4), 6–3        |
| Перемога  | 10–13 | Сер 2018 | Нідерланди F4, Олдензал      | Ф'ючерс | Ґрунт    | Нілс Лотсма         | 3–3 ret.             |

### Парний розряд: 29 (10–19)
| Легенда (парний розряд)  |
| ------------------------ |
| Тур ATP Челленджер (0–1) |
| ITF Ф'ючерс (10–18)      |

| Титули за покриттям |
| ------------------- |
| Тверде (0–8)        |
| Ґрунт (10–11)       |
| Трава (0–0)         |
| Килим (0–0)         |

| Результат | В-П   | Дата     | Турнір                                     | Рівень     | Покриття | Партнер                     | Суперники                                | Рахунок               |
| --------- | ----- | -------- | ------------------------------------------ | ---------- | -------- | --------------------------- | ---------------------------------------- | --------------------- |
| Поразка   | 0–1   | Сер 2010 | Болгарія F4, Софія                         | Ф'ючерс    | Ґрунт    | Борис Никола Бакалов        | Пірмін Гаенле Оскар Сабате-Бретос        | 4–6, 6–3, [7–10]      |
| Перемога  | 1–1   | Лис 2010 | Туреччина F14, Анталія                     | Ф'ючерс    | Ґрунт    | Тихомир Грозданов           | Марко Діркс Барт Ґовартс                 | 6–4, 4–6, [11–9]      |
| Поразка   | 1–2   | Лис 2010 | Туреччина F15, Анталія                     | Ф'ючерс    | Ґрунт    | Тихомир Грозданов           | Іван Б'єлиця Патрік Брюдольф             | 7–6(7–1), 4–6, [8–10] |
| Поразка   | 1–3   | Лис 2011 | Chines Taipei F3, Тайнань                  | Ф'ючерс    | Ґрунт    | Ніколаус Мозер              | Хуан Лянцзі Ї Чжухуань                   | 3–6, 4–6              |
| Поразка   | 1–4   | Жов 2012 | Алжир F1, Аннаба                           | Ф'ючерс    | Ґрунт    | Карлос Болуда-Пуркісс       | Геральд Мельцер Лукас Ястрауніґ          | 2–6, 2–6              |
| Перемога  | 2–4   | Тра 2013 | Болгарія F2, Варна                         | Ф'ючерс    | Ґрунт    | Ласло Уррутія Фуентес       | Петар Трендафилов Динко Халачев          | 4–6, 7–5, [10–8]      |
| Перемога  | 3–4   | Лип 2013 | Болгарія F7, Пловдив                       | Ф'ючерс    | Ґрунт    | Ласло Уррутія Фуентес       | Андрій Рубльов Ярослав Шило              | 4–6, 6–3, [10–8]      |
| Поразка   | 3–5   | Гру 2013 | Кіпр F3, Ларнака                           | Ф'ючерс    | Тверде   | Владислав Манафов           | Александру-Даньєл Карпен Ґжеґож Панфіл   | 6–2, 1–6, [8–10]      |
| Поразка   | 3–6   | Чер 2014 | Болгарія F2, Стара Загора                  | Ф'ючерс    | Ґрунт    | Ян Блеха                    | Нерман Фатич Томислав Йотовський         | 5–7, 2–6              |
| Поразка   | 3–7   | Жов 2014 | Казахстан F13, Шимкент                     | Ф'ючерс    | Ґрунт    | Олександр Метревелі         | Енріке Лопес-Перес Джіван Недунчежіян    | 3–6, 3–6              |
| Поразка   | 3–8   | Лис 2014 | Домініканська Республіка F1, Ла-Романа     | Ф'ючерс    | Ґрунт    | Генрік Сілланпяя            | Педру Бернарді Коннор Сміт               | 6–7(5–7), 4–6         |
| Поразка   | 3–9   | Гру 2014 | Домініканська Республіка F4, Санто-Домінго | Ф'ючерс    | Тверде   | Маурісіо Ечасу              | Секу Банґура Мітчелл Крюґер              | 7–6(7–1), 1–6, [8–10] |
| Поразка   | 3–10  | Лют 2015 | Туніс F3, Порт-ель-Кантауї                 | Ф'ючерс    | Тверде   | Данило Медведєв             | Ріккардо Гедін Клаудіо Грассі            | 6–4, 6–7(2–7), [4–10] |
| Поразка   | 3–11  | Лют 2015 | Туніс F4, Порт-ель-Кантауї                 | Ф'ючерс    | Тверде   | Данило Медведєв             | Петер Геллер Дімінік Вайдінґер           | 3–6, 3–6              |
| Перемога  | 4–11  | Чер 2015 | Болгарія F2, Бургас                        | Ф'ючерс    | Ґрунт    | Тихомир Грозданов           | Габрієл Донев Елефтеріос Теодору         | 7–5, 4–6, [10–7]      |
| Перемога  | 5–11  | Лип 2015 | Німеччина F7, Кассель                      | Ф'ючерс    | Ґрунт    | Карім-Мохамед Маамун        | Сандер Арендс Адам Габбл                 | 6–2, 5–7, [10–8]      |
| Перемога  | 6–11  | Вер 2015 | Сербія F13, Sokobanja                      | Ф'ючерс    | Ґрунт    | Томислав Йотовський         | Боґдан Джурджевіч Енрік Гуаїта-Паїс      | 4–6, 6–4, [10–6]      |
| Поразка   | 6–12  | Жов 2015 | Казахстан F5, Шимкент                      | Ф'ючерс    | Ґрунт    | Марк Каловелоніс            | Іван Гахов Олександр Метревелі           | 6–7(4–7), 3–6         |
| Поразка   | 6–13  | Лис 2015 | Греція F10, Іракліон                       | Ф'ючерс    | Тверде   | Дімінік Сюч                 | Константінос Ікономідіс Стефанос Ціціпас | 2–6, 2–6              |
| Перемога  | 7–13  | Бер 2016 | Туреччина F11, Анталія                     | Ф'ючерс    | Ґрунт    | Міхал Шмід                  | Джером Інзерільйо Франсуа-Артюр Вібер    | 6–4, 6–1              |
| Поразка   | 7–14  | Бер 2016 | Туреччина F12, Анталія                     | Ф'ючерс    | Тверде   | Єссе Гута Ґалунґ            | Хорді Муньйос Абреу Давід Перес Санс     | 0–6, 3–6              |
| Поразка   | 7–15  | Тра 2016 | Румунія F1, Галац                          | Ф'ючерс    | Ґрунт    | Віктор-Мугурел Анагнастопол | Andrei Ștefan Apostol Ніколае Фрунде     | 4–6, 4–6              |
| Перемога  | 8–15  | Чер 2016 | Республіка Македонія F1, Скоп'є            | Ф'ючерс    | Ґрунт    | Томислав Йотовський         | Небойша Перич Данило Петрович            | 6–3, 6–2              |
| Перемога  | 9–15  | Лип 2016 | Республіка Македонія F2, Скоп'є            | Ф'ючерс    | Ґрунт    | Томислав Йотовський         | Лібор Шалаба Нино Сердарушич             | 6–2, 3–6, [10–6]      |
| Поразка   | 9–16  | Сер 2016 | Німеччина F12, Юберлінген                  | Ф'ючерс    | Ґрунт    | Маурісіо Ечасу              | Оскар Отте Том Шененберґ                 | 1–6, 0–6              |
| Поразка   | 9–17  | Жов 2016 | Туреччина F43, Анталія                     | Ф'ючерс    | Тверде   | Дімітар Кузманов            | Вадим Урсу Володимир Ужиловський         | 0–6, 1–6              |
| Поразка   | 9–18  | Гру 2016 | Туреччина F48, Анталія                     | Ф'ючерс    | Тверде   | Марат Девятьяров            | Туна Алтуна Джем Ількель                 | 4–6, 2–6              |
| Поразка   | 9–19  | Вер 2017 | Алфен-ан-ден-Рейн, Нідерланди              | Челленджер | Ґрунт    | Володимир Ужиловський       | Ботік ван де Зандсгулп Бой Вестергоф     | 6–7(6–8), 5–7         |
| Перемога  | 10–19 | Чер 2018 | Італія F12, Реджо-нель-Емілія              | Ф'ючерс    | Ґрунт    | Туна Алтуна                 | Зізу Берґс Максім Табатруонг             | 6–4, 6–2              |

## Кубок Девіса
2013 року Александар Лазов дебютував за збірну Болгарії в Кубку Девіса. Він виграв 5 і програв 8 матчів в одиночному розряді, виграв 3 і програв 1 - у парному (загалом 8–9).

### Одиночний розряд (5–8)
| Розіграш                         | Раунд | Дата            | Покриття   | Суперник          | W/L | Результат               |
| -------------------------------- | ----- | --------------- | ---------- | ----------------- | --- | ----------------------- |
| Група II зони Європа/Африка 2013 | R1    | 1 лютого 2013   | Тверде (I) | Мікке Контінен    | L   | 6–7(4–7), 3–6, 4–6      |
| Група II зони Європа/Африка 2013 | R1    | 3 лютого 2013   | Тверде (I) | Харрі Хеліовара   | L   | 6–4, 6–7(4–7), 4–6, 3–6 |
| Група II зони Європа/Африка 2014 | R1    | 31 січня 2014   | Тверде (I) | Яркко Ніємінен    | L   | 3–6, 0–6, 3–6           |
| Група II зони Європа/Африка 2015 | R1    | 6 березня 2015  | Тверде (I) | Мартіньш Поджус   | L   | 3–6, 5–7, 5–7           |
| Група II зони Європа/Африка 2015 | R1    | 8 березня 2015  | Тверде (I) | Рудольфс Медніс   | W   | 6–4, 6–1                |
| Група II зони Європа/Африка 2015 | PPO   | 20 вересня 2015 | Ґрунт      | Мартон Фучович    | L   | 3–6, 4–6, 2–6           |
| Група II зони Європа/Африка 2016 | RPO   | 15 липня 2016   | Тверде     | Азіз Дугаз        | L   | 6–7(4–7), 4–6, 6–2, 5–7 |
| Група III зони Європи 2017       | RR    | 6 квітня 2017   | Тверде     | Мікаєл Аветісян   | W   | 6–0, 6–0                |
| Група III зони Європи 2017       | RR    | 7 квітня 2017   | Тверде     | Йоанніс Стургіу   | W   | 6–3, 6–4                |
| Група III зони Європи 2017       | PPO   | 8 квітня 2017   | Тверде     | Джеймс Макгі      | L   | 2–6, 6–4, 1–6           |
| Група III зони Європи 2018       | RR    | 5 квітня 2018   | Ґрунт      | Еґідль Сіґурдссон | W   | 6–1, 6–1                |
| Група III зони Європи 2018       | RR    | 6 квітня 2018   | Ґрунт      | Горазд Србляк     | W   | 6–1, 6–1                |
| Група III зони Європи 2018       | PPO   | 7 квітня 2018   | Ґрунт      | Ромен Арнеодо     | L   | 4–6, 4–6                |

### Парний розряд (3–1)
| Розіграш                         | Раунд | Дата            | Партнер           | Покриття   | Суперники                     | W/L | Результат                                   |
| -------------------------------- | ----- | --------------- | ----------------- | ---------- | ----------------------------- | --- | ------------------------------------------- |
| Група II зони Європа/Африка 2013 | RPO   | 6 квітня 2013   | Тихомир Грозданов | Ґрунт      | Володимир Іванов Мікк Ірдоя   | W   | 4–6, 6–7(4–7), 7–6(7–2), 6–4, 6–3           |
| Група II зони Європа/Африка 2015 | PPO   | 19 вересня 2015 | Тихомир Грозданов | Ґрунт      | Мартон Фучович Левенте Гьодрі | W   | 2–6, 7–6(7–3), 6–4, 4–6, 6–1                |
| Група II зони Європа/Африка 2016 | R1    | 5 березня 2016  | Васко Младенов    | Тверде (I) | Джем Ількель Туна Алтуна      | W   | 7–6(8–6), 6–7(5–7), 6–7(4–7), 7–6(7–5), 6–4 |
| Група III зони Європи 2017       | PRO   | 8 квітня 2017   | Дімітар Кузманов  | Тверде     | Сем Беррі Девід О'Гейр        | L   | 1–6, 6–7(6–8)                               |

- RPO = Плей-оф на вибування
- PPO = Плей-оф за вихід далі